# Frankrikes herrlandslag i landhockey
Frankrikes herrlandslag i landhockey (franska: Équipe de France de hockey sur gazon) representerar Frankrike i landhockey på herrsidan. Laget tog slutade på fjärde plats i de olympiska turneringarna 1920., 1928 och 1936

### Fotnoter
1. ↑  Todor Krastev (19 mars 1920). ”Men Field Hockey Olympic Games 1920 Antwerp (BEL) - 01-05.09 Winner Great Britain” (på engelska). Sport Statistics. Arkiverad från originalet den 5 mars 2016. https://web.archive.org/web/20160305040510/http://todor66.com/hockey/field/Olympic/Men_1920.html. Läst 27 juli 2015.
2. ↑  Todor Krastev (19 mars 1928). ”Men Field Hockey Olympic Games 1928 Amsterdam (NED) - 17-26.05 Winner India” (på engelska). Sport Statistics. Arkiverad från originalet den 5 mars 2016. https://web.archive.org/web/20160305195651/http://todor66.com/hockey/field/Olympic/Men_1928.html. Läst 27 juli 2015.
3. ↑  Todor Krastev (19 mars 1936). ”Men Field Hockey Olympic Games 1936 Berlin (GER) - 04-15.08 Winner India” (på engelska). Sport Statistics. Arkiverad från originalet den 5 oktober 2016. https://web.archive.org/web/20161005132401/http://www.todor66.com/hockey/field/Olympic/Men_1936.html. Läst 27 juli 2015.